# Дорога нікуди (фільм)
«Дорога нікуди» (рос. «Дорога никуда») — український художній фільм 1992 року, поставлений режисером Олександром Муратовим за мотивами однойменного роману Олександра Гріна.

## Сюжет
Історія шістнадцятирічного Тіррея Давенанта.

## У ролях
- Павло Гільбо — Тіррей Давенант
- Дмитро Миргородський — Орт Галеран
- Едуард Митницький — Франк Давенант
- Володимир Петров — Урбан Футроз
- Катерина Стриженова — Роена Футроз
- Тетяна Грандовська — Еллі Футроз
- Гедімінас Сторпірштіс — Георг Ван-Коннет
- Ірина Малишева — Лаура, коханка Георга Ван-Коннета (немає в титрах)
- Сергій Кржечковський — Адам Кішлот
- Віктор Коломієць — Гемас
- Валентина Салтовська — Емма Губерман
- Наталія Осипенко  — Уранія Тальберг
- Ігор Афанасьєв — Сногден
- Ігор Слобідський — секретар
- Анум Дорхусо Адотей — дворецький
- Григорій Чапкіс — поліцейський начальник
- Валерій Тітов — офіцер
- Яків Сиротенко  — сержант
- Борис Лук'янов — старий

## Творча група
- Автори сценарію: Олександр Муратов, Вікторія Муратова
- Режисер-постановник: Олександр Муратов
- Оператори-постановники: Олександр Москаленко, Віктор Політов
- Художник-постановник: Інна Биченкова
- Композитор: Богдана Нелюбова
- Режисер: Ада Куниця
- Оператор: Майя Степанова
- Художники по костюмах: Ірина Таранова, Валерія Журавльова
- Художник по гриму: Анна Лукашенко
- Звукооператор: Віктор Брюнчугін
- Режисер монтажу: Єлизавета Рибак
- Комбіновані зйомки: оператор — Олександр Пастухов, художник — С. Лемешев
- Редактор: Валентина Ридванова
- Директор картини: Валерій Тітов